# Jessika Roswall
Jessika Elisabeth Andersdotter Roswall, poprzednio Vilhelmsson (ur. 18 grudnia 1972 w Uppsali) – szwedzka polityk i prawniczka, działaczka Umiarkowanej Partii Koalicyjnej, posłanka do Riksdagu, w latach 2022–2024 minister ds. stosunków europejskich, od 2024 członkini Komisji Europejskiej.

## Życiorys
Córka prawnika i nauczycielki. W latach 1995–1997 studiowała historię na Uniwersytecie Sztokholmskim, w 2002 została absolwentką prawa na Uniwersytecie w Uppsali. Pracowała m.in. jako sekretarka w firmie prawniczej, później zawodowo związana z kancelarią prawniczą Wigert & Placht (najpierw jako prawniczka, później jako adwokat), specjalizując się w prawie karnym i rodzinnym. Zaangażowała się w działalność polityczną w ramach Umiarkowanej Partii Koalicyjnej. W latach 2002–2018 zasiadała w radzie miejskiej w Enköping, w latach 2006–2010 pełniła funkcję jej przewodniczącej.
W wyborach w 2010 po raz pierwszy uzyskała mandat deputowanej do Riksdagu. Z powodzeniem ubiegała się o poselską reelekcję w 2014, 2018 i 2022.
W październiku 2022 objęła urząd ministra do spraw stosunków europejskich w utworzonym wówczas rządzie Ulfa Kristerssona. W lipcu 2024 premier Ulf Kristersson wskazał ją jako kandydatkę Szwecji na członka Komisji Europejskiej w kadencji 2024–2029. W związku z tą nominacją we wrześniu tego samego roku odeszła z funkcji rządowej. Dołączyła następnie do nowej KE kierowanej przez Ursulę von der Leyen (z kadencją od 1 grudnia 2024) jako komisarz do spraw środowiska, odporności wodnej i konkurencyjnej gospodarki o obiegu zamkniętym.